# Pranburia mahannopi
Pranburia mahannopi är en spindelart som beskrevs av Christa L. Deeleman-Reinhold 1993.
Pranburia mahannopi ingår i släktet Pranburia och familjen flinkspindlar. Inga underarter finns listade i Catalogue of Life.